# Fresnoy-le-Grand
Fresnoy-le-Grand är en kommun i departementet Aisne i regionen Hauts-de-France i norra Frankrike. Kommunen ligger  i kantonen Bohain-en-Vermandois som ligger i arrondissementet Saint-Quentin. År 2022 hade Fresnoy-le-Grand 2 915 invånare.

## Befolkningsutveckling
Antalet invånare i kommunen Fresnoy-le-Grand
Referens: INSEE